# Péter András (földbirtokos)
Péter András (Szeghalom, 1840. március 18. – 1916. július 3.) – vagy ahogy a szeghalmiak hívták a "parasztnábob" – haladó gondolkodású földbirtokos volt, aki ügyes gazdálkodással jelentős vagyonra tett szert és vagyonából alapított Szeghalmon gimnáziumot.

## Életrajza
Péter Ferenc és Huszti Erzsébet fiaként született Szeghalmon, szülei nyolcadik gyermekeként.
A szabadságharc idején még kisdiák volt, ám nagy élményt jelentett számára, amikor Kossuth katonái Szeghalomra is ellátogattak, hogy legényeket verbuváljanak. A református iskolában 6 osztályt végzett és szülei továbbtanították.
1852-1856-ig a Debreceni Református Kollégium növendéke volt. Debreceni diákoskodása az osztrák önkényuralom idejére esett, de a kollégium nemes tradíciói és a nemzeti ellenállás szelleme megedzette magyarságában.
Péter András a gimnázium végezte után visszatért a gazdálkodáshoz – „nem restellt visszatérni az eke szarvához”, inkább az állattenyésztéssel foglalkozott, mint a földműveléssel. 1864 december 1-jén feleségül vette Tóth Zsófia köröstarcsai leányt.
1874-ben a községi képviselő-testület tagja lett és 5 évvel később 39 éves korában már a község főbírájává választották ezzel az első embere lett a településnek. Bírói tisztségéből 1884-ben köszönt le, de továbbra is képviselő-testületi tag maradt és így a község és az egyház minden ügyében döntő szóval rendelkezett.
1888-ban hosszas töprengés után merész lépésre szánta magát és megvásárolt Szeghalom határában lévő közel 2000 katasztrális holdas halas pusztai birtokot.
Felesége nem sokáig élvezhette azt a vagyont, melynek megszerzésében neki is nagy szerepe volt; Tóth Zsófia 45 éves korában 1891-ben elhunyt. Huszonhét évet éltek együtt boldog házasságban, de a házasságból nem született gyermekük.
A gyászév letelte után 52 éves korában másodszor is megnősült és feleségül vette a néhai Mészáros János földbirtokos özvegyét J. Turi Erzsébetet. Második házasságából sem született gyermeke.
Élete utolsó éveiben Péter András már tudatosan készült a halálra. Így jutott aztán arra a gondolatra, hogy vagyonát gimnázium létesítésére hagyja. 1907-ben Nagyváradon közjegyzővel elkészítette nevezetes végrendeletét.
„…Amidőn az általános örökösömül rendelt egyháznak hagyott vagyonok, tőkésített jövedelmeikkel együtt, oly összegre emelkednek, hogy abból egy hatosztályos gymnasium felállítható, ezen gymnasium Szeghalomban felállítandó lészenˇ”²
A végrendelkezés után még kilenc évet élt Péter András. 1916. július 3-án hunyt el.
Péter András végrendelete 1926-ban valósult meg. Az Egyetemes Református Konvent engedélyezte a reálgimnázium első osztályának megnyitását. Az első igazgató, Nagy Miklós irányításával Pásztor József tanár és négy óraadó kezdte meg a tanítást.

## Emlékezete
Péter András emléke sok formában él Szeghalom és környékén.
- A gimnázium az ő nevét viseli
- Musti Viktor és Kelemen Kristóf mellszobrát mintázta meg
- Fülöp Károly tanár verset írt hozzá
- U. Nagy István tanár emlékkönyvet szerkesztett emlékére
- Az ő nevével alapítványt hoztak létre
- utca viseli nevét Szeghalmon
- A gimnázium tanári szobájában található Boross Géza életnagyságú festménye Péter Andrásról.